# Monte Plata (provins)
Monte Plata är en provins i östra Dominikanska republiken. Provinsen har cirka 205 000 invånare. Den administrativa huvudorten är staden Monte Plata. Monte Plata var fram till 1992 en del av provinsen San Cristóbal.

## Administrativ indelning
Provinsen är indelad i fem kommuner:
- Bayaguana, Monte Plata, Peralvillo, Sabana Grande de Boyá, Yamasá